# Pentameron
Pentameron (wł. Il racconto dei racconti) – włosko-francusko-brytyjski film fantasy z elementami horroru i romansu z 2015 roku w reżyserii Matteo Garrone. Fabuła filmu oparta została na podstawie baśni neapolitańskich, zebranych przez Giambattistę Basilego.
Światowa premiera filmu miała miejsce 14 maja 2015 roku podczas 68. MFF w Cannes, w ramach którego obraz brał udział w konkursie głównym. W Polsce trafił do dystrybucji kinowej 30 października 2015 roku.

## Obsada
- Salma Hayek jako Królowa Longtrellis
- Vincent Cassel jako Król Strongcliff
- John C. Reilly jako Król Longtrellis
- Toby Jones jako Król Highhills
- Shirley Henderson jako Imma
- Hayley Carmichael jako Dora
- Stacy Martin jako Młoda Dora
- Bebe Cave jako Violet, księżniczka Highhills
- Christian Lees jako Elias, książę Longtrellis
- Jonah Lees jako Jonah
- Franco Pistoni jako Nekromanta
- Guillaume Delaunay jako Ogr
- Kathryn Hunter jako Wiedźma
- Jessie Cave jako Fenizia
- Massimo Ceccherini jako Artystka cyrkowa
- Alba Rohrwacher jako Artystka cyrkowa

## Produkcja
Zdjęcia kręcono w następujących lokacjach na terenie Włoch według regionów: 
- Abruzja
  - prowincja Chieti (Roccascalegna);
- Apulia
  - prowincja Bari (zamek w Gioia del Colle);
  - prowincja Barletta-Andria-Trani (zamek Castel del Monte w Andrii);
  - prowincja Tarent (Mottola, klif w Statte);
- Lacjum
  - prowincja Latina (Castello Caetani w Sermonecie);
  - prowincja Rzym (Ariccia);
  - prowincja Viterbo (Monte Romano, las Sasseto k. Acquapendente);
- Sycylia
  - prowincja Mesyna (wąwóz Gole dell'Alcantara k. Motta Camastra);
  - prowincja Ragusa (zamek Donnafugata);
- Toskania
  - prowincja Florencja (zamek Sammezzano k. Reggello);
  - prowincja Grosseto (Sorano)[2][3].

## Nagrody i nominacje
68. MFF w Cannes
- nominacja: Złota Palma − Matteo Garrone

61. ceremonia wręczenia nagród David di Donatello
- nagroda: najlepsza reżyseria − Matteo Garrone
- nagroda: najlepsze zdjęcia − Peter Suschitzky
- nagroda: najlepsze kostiumy − Massimo Cantini Parrini
- nagroda: najlepsza scenografia − Dimitri Capuani i Alessia Anfuso
- nagroda: najlepsze efekty specjalne − Makinarium
- nagroda: najlepsza charakteryzacja − Gino Tamagnini, Valter Casotto i Luigi D'Andrea
- nagroda: najlepsze fryzury − Francesco Pegoretti
  - nominacja: najlepszy film − Matteo Garrone
  - nominacja: najlepszy scenariusz − Edoardo Albinati, Ugo Chiti, Matteo Garrone i Massimo Gaudioso
  - nominacja: najlepsza produkcja − Archimede i Rai Cinema
  - nominacja: najlepsza muzyka − Alexandre Desplat
  - nominacja: najlepszy dźwięk − Maricetta Lombardo